# Королівська сільська рада (Ємільчинський район)
Королівська сільська рада — колишня адміністративно-територіальна одиниця та орган місцевого самоврядування у Ємільчинському районі Коростенської й Волинської округ, Київської та Житомирської областей Української РСР з адміністративним центром у селі Королівка.

## Населені пункти
Сільській раді на час ліквідації були підпорядковані населені пункти:
- с. Ганнівка
- с. Королівка
- с. Лебідь

## Населення
Кількість населення ради, станом на 1923 рік, становила 1 267 осіб, кількість дворів — 239.

## Історія та адміністративний устрій
Створена 1923 року в складі слободи Королівка, хутора Ганнівка та колонії Лебідь Емільчинської волості Новоград-Волинського повіту Волинської губернії. 7 березня 1923 року увійшла до складу новоствореного Емільчинського (згодом — Ємільчинський) району Коростенської округи.
Станом на 1 вересня 1946 року сільська рада входила до складу Ємільчинського району Житомирської області, на обліку в раді перебували с. Королівка та хутори Ганнівка і Лебідь.
11 січня 1960 року, відповідно до рішення Житомирського облвиконкому № 2 «Про зміни в адміністративно-територіальному поділі сільських рад в районах області», територію та населені пункти ради приєднано до складу Степанівської сільської ради Ємільчинського району Житомирської області.